# Fédération internationale d'escrime
Pour les articles homonymes, voir FIE.
La Fédération internationale d’escrime (FIE) est l’organisme international qui régit l’organisation et la pratique de l’escrime dans le monde.
La fédération a été fondée le 29 novembre 1913 à Paris. Aujourd’hui elle est basée à Lausanne en Suisse.
La FIE compte dans ses rangs 157 fédérations nationales reconnues dans leur pays par leur Comité national olympique. Le président actuel (par intérim) de la FIE est le Grec Emmanuel Katsiadakis (depuis le 1er mars 2022).
Elle organise les championnats du monde d'escrime depuis 1937.

## Histoire
La Fédération Internationale d'Escrime est l'héritière de la Société d'encouragement de l'escrime fondée en France en 1882, qui a participé au mouvement mondial de structuration du sport. Le premier congrès international d'escrime a eu lieu à Bruxelles en Belgique en 1897 à l'instigation de la Fédération belge des cercles d'escrime, suivi d'un autre à Paris en France en 1900. À cette occasion, la Société a organisé l'un des premiers événements internationaux d'escrime : escrimeurs français, italiens, espagnols et belges ont participé à la compétition. Des dissensions surgissent rapidement entre épéistes et fleurets, qui détiennent la majorité à la Société. Le troisième congrès tenu à Bruxelles en 1905 vota la création d'un comité international d'escrime dont la mission serait de favoriser l'amitié entre tous les tireurs, d'établir des règles nationales et de soutenir l'organisation de compétitions d'escrime. Le 3e congrès a également adopté le règlement français comme base pour les compétitions internationales à venir. De nouvelles tensions sont apparues, cette fois entre la France et l'Italie, à propos de l'emprise réglementaire des armes. Ils ont conduit au boycott par la France des épreuves d'escrime des Jeux Olympiques de 1912. Un nouveau congrès international fut convoqué à Gand en Belgique en juillet 1913. L'essentiel était l'adoption d'une réglementation internationale pour chacune des trois armes. Les règles françaises ont été adoptées à l'épée et au fleuret ; les règles hongroises ont été choisies pour le sabre. Le Français René Lacroix a également milité pour la création d'une fédération internationale d'escrime.
La Fédération Internationale d'Escrime a été fondée le 29 novembre 1913, dans les salles de conférence de l'Automobile Club de France à Paris. Les neuf nations fondatrices étaient la Belgique, la Bohême (maintenant la République tchèque), la France, la Grande-Bretagne, la Hongrie, l'Italie, les Pays-Bas et la Norvège. Albert Feyerick, président de la Fédération des clubs d'escrime de Belgique, a été élu premier président. La FIE tient son premier congrès le 23 juin 1914 et accepte l'adhésion de sept nouveaux pays : l'Autriche, le Danemark, Monaco, la Roumanie, la Russie, la Suisse et les États-Unis.

## Événements
Les compétitions organisées par la FIE comprennent les championnats du monde seniors et la coupe du monde, les championnats du monde juniors et la coupe du monde junior, les championnats du monde cadets et les championnats du monde vétérans. La FIE délègue aux confédérations régionales l'organisation des championnats de zone.
La FIE assiste le Comité International Olympique dans l'organisation des épreuves d'escrime aux Jeux olympiques d'été. Le nombre d'épreuves est un sujet de discorde entre la FIE et le CIO depuis l'introduction du sabre féminin aux Championnats du monde 1999 : depuis lors, les Championnats du monde comportent douze épreuves - une arme individuelle et une arme d'équipe pour chacune des trois armes, pour les hommes et pour les femmes. Cependant, le CIO refuse d'augmenter le nombre de médailles olympiques allouées à l'escrime. Après beaucoup de tergiversations, la FIE a décidé d'organiser les six épreuves individuelles, mais seules quatre épreuves par équipes ont été décidées par rotation. Les deux épreuves par équipes exclues du programme olympique, une pour les hommes et une pour les femmes, se disputent plutôt les championnats du monde.

## Les présidents de la FIE

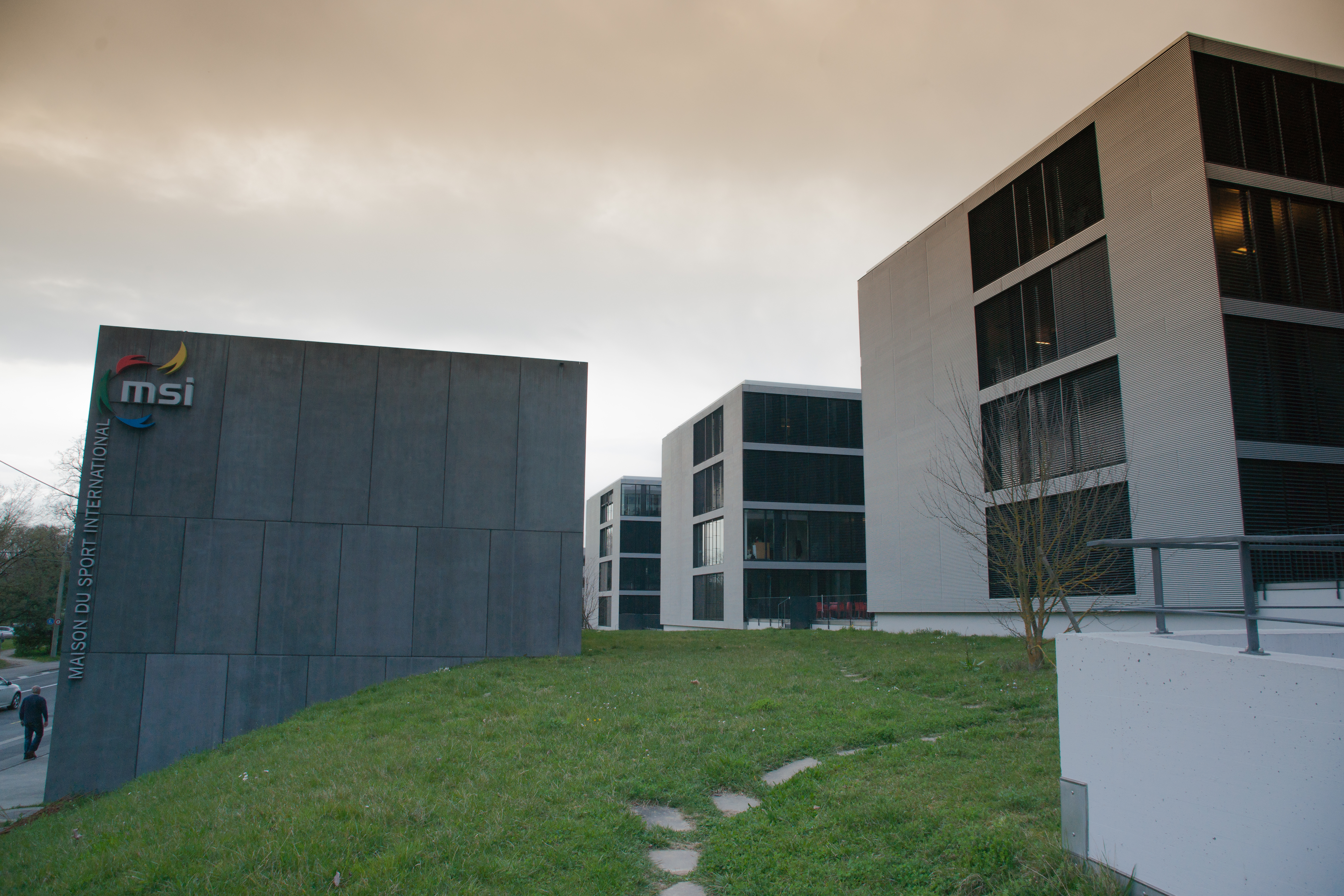
Le siège de la FIE est situé à Lausanne dans la Maison du sport international.

- 1913-1921 : Albert Feyerick (Belgique)
- 1921-1924 : André Maginot (France)
- 1925-1928 : George van Rossem (Pays-Bas)
- 1929-1932 : Eugène Empeyta (en) (Suisse)
- 1933-1948 : Paul Anspach (Belgique)
- 1949-1952 : Jacques Coutrot (France)
- 1953-1956 : Giuseppe Mazzini (it) (Italie)
- 1957-1960 : Pierre Ferri[1] (France)
- 1961-1964 : Miguel de Capriles (États-Unis)
- 1965-1980 : Pierre Ferri (France)
- 1981-1984 : Giancarlo Brusati (Italie)
- 1984-1992 : Rolland Boitelle (France)
- 1993-2008 : René Roch (France)
- Depuis 2008 : Alicher Ousmanov (Russie)
- Depuis 2022 (par intérim) : Emmanuel Katsiadakis (uk) (Grèce)

## Les fédérations nationales
Fin 2019, la FIE dénombre 157 fédérations nationales affiliées. Les fédérations du Cap-Vert, du Kenya, d'Oman et de la Papouasie-Nouvelle-Guinée sont les dernières inscrites, en 2019.
| Afrique (CAE) | Amérique (CPE) | Asie (AFC) | Europe (CEE) | Océanie (OFC)                                                                     |
| --- | --- | --- | --- | --------------------------------------------------------------------------------- |
| Algérie Angola Bénin Botswana Burkina Faso Cameroun Cap-Vert Côte d'Ivoire République du Congo République démocratique du Congo Égypte Gabon Ghana Guinée équatoriale Guinée Libye Kenya Madagascar Mali Maroc Maurice Mauritanie Namibie Niger Nigeria Ouganda Rwanda Sénégal Sierra Leone Somalie Afrique du Sud Togo Tunisie | Antigua-et-Barbuda Argentine Aruba Bahamas Barbade Belize Bermudes Bolivie Brésil Canada Chili Colombie Costa Rica Cuba Dominique République dominicaine Équateur Salvador États-Unis Guatemala Guyana Haïti Honduras Îles Vierges des États-Unis Jamaïque Mexique Nicaragua Panama Paraguay Pérou Porto Rico Uruguay Venezuela | Afghanistan Arabie saoudite Bangladesh Bahreïn Brunei Cambodge Chine Corée du Sud Corée du Nord Émirats arabes unis Philippines Hong Kong Inde Indonésie Iran Irak Japon Jordanie Kazakhstan Kirghizistan Koweït Liban Macao Birmanie Malaisie Mongolie Népal Oman Palestine Qatar Singapour Sri Lanka Syrie Thaïlande Taïwan Tadjikistan Turkménistan Ouzbékistan Viêt Nam Yémen | Albanie Allemagne (de) Arménie Autriche Azerbaïdjan Belgique Biélorussie Bulgarie Chypre Croatie Danemark Slovaquie Slovénie Espagne Estonie Finlande France Géorgie Grèce Hongrie Irlande Islande Israël Italie Lettonie Lituanie Luxembourg Macédoine du Nord Malte Moldavie Monaco Norvège Pays-Bas Pologne Portugal Tchéquie Royaume-Uni Roumanie Russie Saint-Marin Serbie Suède Suisse Turquie Ukraine | Australie Guam Nouvelle-Zélande Papouasie-Nouvelle-Guinée Samoa Samoa américaines |

## Voir aussi

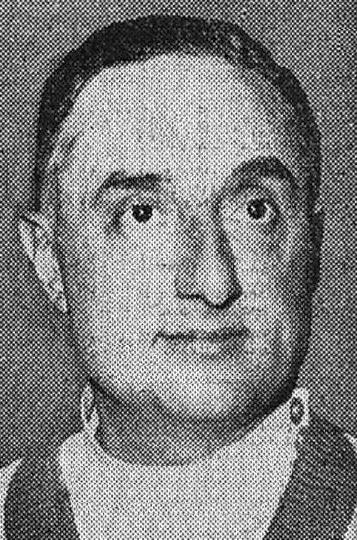
Le Français Jacques Coutrot, président de 1949 à 1952.